# Phyllanthus dallachyanus
Phyllanthus dallachyanus är en emblikaväxtart som beskrevs av George Bentham. Phyllanthus dallachyanus ingår i släktet Phyllanthus och familjen emblikaväxter. Inga underarter finns listade i Catalogue of Life.